# Ali (Barém)
Ali (em árabe: عالي; romaniz.: A'ali) é uma cidade do Reino do Barém localizada na província Norte. De acordo com o censo de 2001, tinha 47 529 residentes.